# Pierre Celor
Pierre Celor, né le 19 avril 1902 à Tulle et mort le 6 avril 1957 à Paris (15e), est un homme politique français, dirigeant du Parti communiste français jusqu'à l'affaire du « groupe Barbé-Celor » en 1931.

## Biographie
Fils d'un coiffeur, venu au militantisme par le syndicalisme, Pierre Celor adhère en 1923 au Parti communiste français et devient permanent en 1925. 
De 1929 à 1931, il est l'un des quatre secrétaires du Comité Central, aux côtés de Maurice Thorez et Henri Barbé, mais, comme celui-ci, il tombe en disgrâce au sein du Komintern. Exclu du Parti, il n’eut aucune activité politique de 1932 à 1941.
Après avoir été membre du Rassemblement national populaire de Marcel Déat en 1941, il rejoint en 1942 le Parti populaire français de Jacques Doriot. Membre du bureau politique du PPF, il est secrétaire adjoint chargé des problèmes corporatifs. En août 1944, il gagne l'Allemagne avec les autres doriotistes. Il dirige alors l'école S4, chargée de former les futurs cadres politiques que Doriot rêve d'implanter clandestinement dans la France libérée en inversant le modèle de la Résistance. En 1945, il part se réfugier en Italie mais y est arrêté. 
Condamné en 1947 à sept ans de prison pour collaboration par la Haute Cour de Justice, il bénéficie d'une grâce deux ans plus tard. 
Par la suite, il participe à la revue anticommuniste BEIPI (renommée Est & Ouest en 1956) de Georges Albertini et se rapproche des catholiques traditionalistes.

## Sources
- Philippe Robrieux, Histoire intérieure du parti communiste, T1 et T4, Fayard, Paris.
- Jean Lévy, Le dossier Georges Albertini : une intelligence avec l'ennemi, Paris, L'Harmattan : Ed. du Pavillon, coll. « Chemins de la mémoire », 1992, 280 p. (ISBN 978-2-738-41349-9, OCLC 409360830, lire en ligne), p. 147.